# 龍舞
龍舞（りゅうまい）は、中国語で舞龍（ウーロン）・玩龍灯などと呼び、中華圏の伝統的な踊りで、龍が玉を追いかける様子を模している。龍は多数の人間によって操られ、しばしばアクロバティックな動きを見せる。地域ごとにさまざまな変種がある。現代では中国のみならず世界各地の中華街で踊られる。2006年に中国の非物質文化遺産に指定された。
日本にも伝来し、長崎くんちの龍踊（じゃおどり）が有名であるが、獅子舞にくらべると馴染みがなく、さまざまな名で呼ばれる。横浜中華街や神戸南京町のサイトでは「龍舞」の語を用いており、本記事でも「龍舞」と呼ぶ。

## 概要
龍舞では「龍珠」と呼ばれる丸い玉をひとりが操作し、それを布などで作った龍が追いかける。龍は通常複数の人物によって操作し、ドラや太鼓の音にあわせて上下左右に踊らせる。
元宵節に「龍灯」と呼ばれる龍舞の行事がある。ほかにも春節や秋の収穫祭でも龍舞を行うことがある。香港では大坑と薄扶林で中秋節に行われる「舞火龍」がよく知られ、龍舞とは別に香港の非物質文化遺産に指定されている。
世界各地の中華街で、春節の出し物のひとつとして龍舞が行われる。

## 歴史
獅子舞の起源がはっきりしないのに対し、龍舞は早くから文献に見える。『春秋繁露』には雨乞いのために龍の踊りを行うことを述べ、季節ごとの龍の色や頭数を細かく規定している。漢代の画像石にも龍舞を描いたものがある。ただ、これらが現在の龍舞にどう繋がるか明らかでない。
踊りではないが、12世紀の『東京夢華録』には元宵節にわらで龍を作り、その上に灯を多数並べることを記す。
日本には14世紀に長崎に伝来した。享保年間に長崎の人が諏訪大社に蛇踊りを奉納し、諏訪市ほか各地でも踊られるようになった。浅草寺の金龍の舞や、金華山の龍踊りはいずれも新しい。